# Ian Gouw
Ian Iskandar Gouw (Hongkong, 9 april 1997) is een acteur die voornamelijk in Azië werkt. Hij heeft de Nederlandse nationaliteit. Zijn vader is de in Nederland opgegroeide Chinese Indonesiër To-Gi Gouw en zijn moeder is de Hongkongse actrice Sima Yin.
Op 9-jarige leeftijd won hij een Golden Horse op het Golden Horse Film Festival in Taipei. Ook won hij een Hong Kong Film Award op het Hong Kong Film Festival. Beide prijzen bekroonden zijn filmdebuut in After this our exile (2006). In deze film speelde hij de zoon van Aaron Kwok.
Gouw spreekt Engels, Mandarijn en Kantonees. 